# Modelo de Gordon
O Modelo de Gordon ou modelo de crescimento de Gordon ou método de Gordon e Shapiro é um modelo de atualização do preço de ações, elaborado em  1956, e tem o nome de seus autores, Myron J. Gordon e Eli Shapiro  O modelo, também chamado de "crescimento perpétuo", não leva em conta os ganhos de capital. De fato, considera que, uma vez que o fluxo de dividendos é  perpétuo (isto é, tende ao infinito), o ganho de capital não incide sobre a avaliação da ação.
Trata-se de uma variação do modelo de análise de fluxos de caixa descontados que pressupõe o crescimento de dividendos a uma taxa constante. Por isso é adequado somente para empresas com crescimento constante ao longo do tempo, isto é, empresas consideradas estáveis e cujos dividendos estejam a crescer a uma taxa g constante a longo prazo. O modelo pressupõe também  que a taxa de retorno  desejada permaneça constante, e que o custo do capital próprio, isto é, expectativa de retorno sobre o patrimônio líquido k seja tal que k>g. O modelo envolve o somatório de uma série infinita cujo resultado é o preço corrente Po.
Sua principal vantagem é o fato de requerer a estimativa de apenas três variáveis: valor corrente dos dividendos do próximo ano (D1), o  custo do capital próprio (k) e a taxa de crescimento dos dividendos (g).

## Descrição
A fórmula proposta por Gordon e Shapiro é:
{\displaystyle P_{0}={\frac {D_{1}}{k-g}}} sendo:
- {\displaystyle P_{0}} = valor teórico da ação no momento (t=0)
- {\displaystyle D_{1}} = dividendo antecipado do primeiro período
- {\displaystyle k} = custo do capital do acionista
- {\displaystyle g} = taxa de crescimento perpétua do dividendo

### Demonstração
Parte-se do modelo de Durand, que integra  hipóteses sobre dividendos futuros e sobre o preço de revenda estimado, ao cabo de n anos: o preço de uma ação hoje  ({\displaystyle P_{0}}) é igual à soma dos fluxos de caixa atualizadaos à taxa do período ({\displaystyle k_{t}}) isto é seus dividendos ({\displaystyle D_{t}}) pagos a cada período  t bem como seu preço de revenda futuro ({\displaystyle P_{T}}):
{\displaystyle P_{0}=\sum _{t=1}^{T}{\frac {D_{t}}{\prod _{i=1}^{t}(1+k_{i})}}+{\frac {P_{T}}{\prod _{i=1}^{T}(1+k_{i})}}}
Ora, o preço de revenda em T será igual a esta mesma fórmula, seguindo assim até o infinito, pois uma ação normalmente não é reembolsada. Em finanças, frequentemente se supõe que a taxa de atualização é a mesma a cada período, isto é  {\displaystyle k_{1}=k_{t}=k}  (do contrário, utilizar-se-á uma média geométrica das taxas sobre a totalidade dos períodos). Deduz-se, então, que:
{\displaystyle P_{0}=\sum _{t=1}^{\infty }{\frac {D_{t}}{(1+k)^{t}}}}
Gordon e Shapiro supõem que a cada período, o dividendo pago é uma fração constante dos lucros da empresa: {\displaystyle D_{t}=\alpha B_{t}}. Supõe-se também que os lucros crescem a uma taxa constantes. Logo, os dividendos também crescem segundo a mesma taxa observada {\displaystyle g}, donde:
{\displaystyle D_{t}=(1+g)^{t}\cdot D_{0}=(1+g)^{t-1}\cdot D_{1}}
Aplicando-se o que foi demonstradao acima ao modelo de Durand:
{\displaystyle P_{0}=\sum _{t=1}^{\infty }{\frac {(1+g)^{t-1}D_{1}}{(1+k)^{t}}}={\frac {D_{1}}{1+k}}\cdot \sum _{t=1}^{\infty }{\frac {(1+g)^{t-1}}{(1+k)^{t-1}}}}
Sabe-se que, para toda progressão geométrica de razão {\displaystyle q}, sendo -1< {\displaystyle q} < 1 , sua série (soma dos termos da progressão) ao infinito é:
{\displaystyle \sum _{i=0}^{\infty }q^{i}={\frac {1}{1-q}}}
Portanto:
{\displaystyle P_{0}={\frac {D_{1}}{1+k}}\cdot {\frac {1}{1-{\frac {1+g}{1+k}}}}={\frac {D_{1}}{1+k}}\cdot {\frac {1}{\frac {1+k-1-g}{1+k}}}}
{\displaystyle P_{0}={\frac {D_{1}}{k-g}}}

## Limitações do  modelo
A principal limitação do modelo consiste no pressuposto que os dividendos vão ser distribuídos, podendo em alguns casos a empresa decidir não o fazer, sendo o modelo completamente ineficaz se for esse o caso.
A validade dos pressupostos utilizados é fundamental para o bom funcionamento do modelo. Porém, é muito difícil para o analista conseguir estimar valores que sejam completamente correctos. Algumas das limitações do modelo são as seguintes:
- O custo do capital próprio é determinado por variáveis de difícil determinação e com grande subjectividade que conduzem a uma enorme interferência sobre o resultado final.
- A taxa de crescimento dos dividendos é muito difícil de ser estimada.
- Os dividendos não são certos, nem previamente determinados;
- O mercado financeiro e a exigência de rentabilidade por parte dos accionistas varia ao longo do tempo e não é igual para todos os accionistas;
- O modelo só é aplicável se o custo do capital próprio for superior à taxa de crescimento dos dividendos.

Segundo Damodaran, existem algumas dificuldades de avaliar certas empresas usando o modelo de Gordon, tais como:
- Empresas com dificuldades financeiras e expectativas de fluxo de caixa negativo nos próximos períodos. Estimar lucros futuros é difícil e existe a possibilidade de falência da empresa. Também será preciso estimar os fluxos de caixa até se tornarem positivos, pois valores negativos de fluxo de caixa geram resultados negativos na avaliação.
- Nas empresas que possuem lucros e fluxos de caixa que seguem a economia, subindo durante as boas fases e caindo durante as recessões. Estas empresas precisam ter os fluxos de caixa esperado ponderado.
- Como a avaliação por fluxos de caixa reflecte o valor de todos os activos que possuem fluxos de caixa, as empresas que possuem activos não utilizados, que não geram fluxos de caixa, terão uma avaliação que não reflectirá o valor destes activos.
- Empresas que estão em processo de reestruturação frequentemente vendem alguns activos, adquirem outros, mudam a sua estrutura de capital, políticas de dividendos ou até podem passar ser de capital fechado, o que torna difícil a estimação de fluxos de caixa futuros.

Segundo o mesmo autor, o modelo de crescimento de Gordon relaciona o valor de uma acção com seus dividendos esperados no próximo período de tempo, com a taxa exigida de retorno da acção e com a taxa de crescimento esperada dos dividendos.
O modelo  é muito sensível uma vez que, à medida que a taxa de crescimento converge para a taxa de desconto, o valor da acção tende ao infinito. O modelo ajusta-se melhor a empresas com uma taxa comparável ou inferior à taxa de crescimento da economia. Pode-se concluir que a taxa de crescimento perpétua irá variar de acordo com as expectativas dos analistas em relação à economia e à inflação.

## Estimativa do custo do capital próprio pelo Modelo de Gordon
Por custo do capital próprio entende-se a a rentabilidade que um investidor pode esperar obter num investimento de risco semelhante ou a expectativa de retorno sobre o patrimônio líquido ou.
A partir da fórmula de Gordon e Shapiro, tem-se que o custo do capital próprio k será:
{\displaystyle k={\frac {D_{1}}{P_{0}}}+g}

## O Modelo de Gordon na avaliação de empresas
Podemos considerar que para um pequeno accionista que seja detentor de uma acção por um período de um ano, o valor actual dessa acção (D0) pode ser estimado com base nos dividendos do próximo ano (𝐷1) e no preço esperado de cotação das acções no próximo ano P1 actualizado à taxa de oportunidade do custo do capital (Ke).
{\displaystyle P0={\frac {(D0(1+g))}{(Ke-g)}}={\frac {D1}{(Ke-g)}}}
Simplifica o Modelo Geral
O analista financeiro só tem de estimar 3 variáveis (dividendos do próximo ano, custo do C.Prop. e taxa de crescimento dos dividendos)
Dividendos não são certos nem previamente determinados
O mercado financeiro e a exigência de rendibilidade dos accionistas varia ao longo do tempo e não é igual para todos os accionistas.
O modelo só é aplicável se o custo do cap.pr. for superior à taxa de crescimento dos dividendos. Não é imaginável que uma empresa possa sustentar até n→ ∞ taxas de crescimento anuais médias superiores ao custo do capital.
Usa uma única taxa de crescimento previsional como média de um período demasiado longo.
Existem algumas limitações no modelo de Gordon. Os dividendos não são certos, o mercado financeiro e a exigência de rendibilidade dos accionistas varia ao longo do tempo e não é igual para todos os accionistas e o modelo só se aplica se o custo do capital próprio for superior à taxa de crescimento dos dividendos.
Apesar de não se aplicar nestes casos, este não será um problema major do modelo dado que pensando efectivamente no longo prazo, uma empresa não poderá sustentar infinitamente taxas de crescimento anual médias, sempre superiores ao custo que tem do seu capital.